# Carl Pickens
Carl McNally Pickens (Murphy, 23 marzo 1970) è un ex giocatore di football americano statunitense che ha giocato nel ruolo di wide receiver nella National Football League (NFL). Fu scelto nel corso del secondo giro (31º assoluto) del Draft NFL 1992 dai Cincinnati Bengals. Al college ha giocato a football all'Università del Tennessee.

## Carriera
Pickens fu scelto dai Cincinnati Bengals nel Draft 1992, venendo premiato dopo la sua prima stagione come rookie offensivo dell'anno. Nel 1995 stabilì i nuovi primati di franchigia con 99 ricezioni e 17 touchdown. L'anno successivo portò il record a 100 ricezioni. In nove stagioni come professionista, Pickens fece registrare 540 ricezioni per 7.129 yard e 63 touchdown, un record dei Bengals quest'ultimo che resistette fino a quando fu superato nel 2010 da Chad Ochocinco.

## Palmarès
- Convocazioni al Pro Bowl: 2

1995, 1996
- All-Pro: 2

1995, 1996
- Rookie offensivo dell'anno - 1992
- PFWA All-Rookie Team - 1992
- Leader della NFL in touchdown su ricezione: 1

1995

## Statistiche
| Ricezioni              | 540   |
| Yard ricevute          | 4.067 |
| Touchdown su ricezione | 37    |